# Gajraula

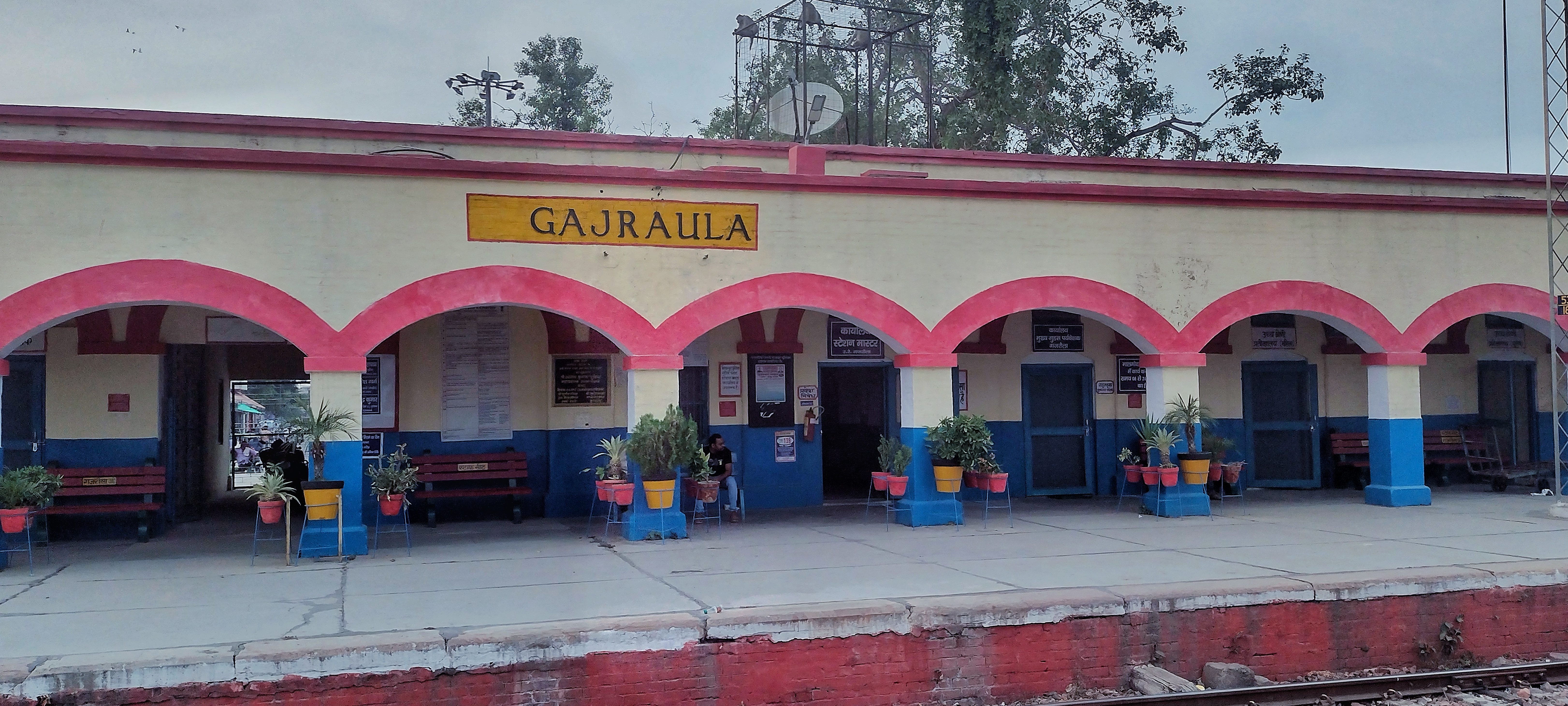
Gajraula, Bahnhof (2021)

Gajraula ist eine Stadt im indischen Bundesstaat Uttar Pradesh.
Die Stadt ist Teil des Distrikts Amroha. Gajraula hat den Status einer Kleinstadt (Nagar Panchayat). Die Stadt ist in 18 Wards gegliedert. Sie hatte am Stichtag der Volkszählung 2011 55.048 Einwohner, von denen 28.896 Männer und 26.152 Frauen waren. Hindus bilden mit einem Anteil von über 77 % die Mehrheit der Bevölkerung in der Stadt. Die Alphabetisierungsrate lag 2011 bei 74,36 %.
Es ist eine wichtige Industriestadt in Uttar Pradesh mit einigen namhaften multinationalen Unternehmen wie Jubliant Life Sciences, der israelischen Teva und wichtigen Hochschuleinrichtungen wie der Sri Venkateshwara University und anderen wichtigen Ingenieurhochschulen.

## Söhne und Töchter der Stadt
- Pankaj Pushkar (* 1972), Politiker
- Antara Mali (* 1979), Schauspielerin